# ناحیه جامی
ناحیهٔ جامی (به تاجیکی: Ноҳияи Ҷомӣ) یکی از ناحیه‌های اداری ولایت ختلان است که در جنوب کشور تاجیکستان جای دارد و مرکز این ناحیه، جماعت جامی است. نام این ناحیه به افتخار جامی شاعر پارسی‌گوی قرن ۱۵ میلادی (سده ۲ قمری) نامگذاری شده‌است.
بر پایهٔ آمار سال ۲۰۰۳ میلادی، این ناحیه ۱۰۹٬۲۰۰ نفر جمعیت داشته‌است.

## تقسیمات
جماعت‌های این ناحیه بشرح زیر است:
- آرال
- اتفاق
- اکتیابر
- کالینین
- یکه‌توت
- ۵۰ سالگی تاجیکستان